# Olyra
Olyra ist eine asiatische Welsgattung, die vor allem aus dem Nordosten von Indien, Bangladesch und aus Myanmar bekannt ist. Einen einzelnen Nachweis gibt es auch aus Nepal und die erst 2013 beschriebene Art Olyra astrifera kommt im südlichen Kerala (Südindien) vor.

## Merkmale
Olyra-Welse werden 5,8 bis 14,5 cm lang und sind langgestreckt, schuppenlos und ungepanzert. Kopf und Schnauze sind abgeflacht. Die Augen sind klein und mit Haut überwachsen. Die Fische haben acht Barteln. Die Kiemendeckel stehen schräg in Richtung zur vorn stehenden Rückenflosse. Die Rückenflosse hat 7 oder 8 Weichstrahlen, Hartstrahlen fehlen. Die Afterflosse wird von 15 bis 23 Flossenstrahlen gestützt. Eine weit hinten, kurz vor der Schwanzflosse liegende, niedrige Fettflosse ist vorhanden. Die Bauchflossen haben sechs Flossenstrahlen. Der Beckengürtel hat einen gut entwickelten, hinten liegender Auswuchs, der deutlich von der Afterflosse getrennt ist. Die Schwanzflosse ist gegabelt, wobei der obere Lobus viel größer ist, oder endet zugespitzt. Die Anzahl der Wirbel liegt bei 48 bis 53.

## Lebensraum
Olyra-Arten kommen normalerweise in langsam fließenden, seichten Gewässern mit Schlammböden vor.

## Systematik
Die Gattung Olyra wurde 1842 durch den britischen, in Indien tätigen Mediziner und Zoologen John McClelland beschrieben. Sie wird oft einer eigenständigen, nur die Gattung Olyra enthaltende und damit monotypischen Familie Olyridae zugeordnet. Phylogenetische Untersuchungen zeigten jedoch, dass es sich bei Olyra um eine hoch spezialisierte Gattung der Stachelwelse (Bagridae) handelt.

## Arten
Gegenwärtig (Februar 2018) gibt es neun gültige Arten:
- Olyra astrifera Arunachalam, Raja, Mayden & Chandran, 2013
- Olyra burmanica Day, 1872
- Olyra collettii (Steindachner, 1881)
- Olyra horae (Prashad & Mukerji, 1929)
- Olyra kempi Chaudhuri, 1912
- Olyra longicaudata McClelland, 1842, (Typusart)
- Olyra parviocula Kosygin et al., 2018
- Olyra praestigiosa Heok & Ferraris, 2016
- Olyra saginata Ng et al., 2014